# Kleemann
Kleemann A/S — компанія, що проводить тюнинг для автомобілів Mercedes-Benz - спортивних, седанів і SUV з головним офісом у Фарумі, Данія.

## Історія
Історія Kleemann нараховує 25 років, компанія була заснована в 1985 році в місті Farum, недалеко від столиці Данії, Копенгагена. З найперших днів, коли в компанії налічувалося всього двоє співробітників і дотепер, коли Kleemann перетворився на одну з провідних компаній в індустрії доведення автомобілів.
У 1985 році два ентузіасти перетворили своє хобі на професію і бізнес із заснуванням компанії, яка спеціалізувалася на проектуванні і виробництві тюнінгових рішень для автомобілів Mercedes-Benz. У 1988 році почалося виробництво компресорних систем Kleemann для клієнтів. Це стало початком ери розвитку компресорних систем, як найефективніших рішень для тюнингу Mercedes-benz.
У 1994 році з приходом нового співвласника, компанія Kleemann почала масове виробництво компресорних систем. Розвиток і використання сучасних технологій дозволили компанії отримати знання, які дозволили Kleemann стати одним з лідерів в індустрії тюнінгу. Сьогодні Kleemann пропонує власникам Mercedes-benz і AMG все для тюнингу і дизайну. Постійний контроль якості і індивідуальний підхід до побажань клієнтів забезпечують стабільний попит на продукцію цієї компанії.
Установка будь-якого продукту Kleemann піднімає характеристики Mercedes-benz або AMG на інший рівень, а дизайнерські рішення удосконалять зовнішній вигляд автомобіля. Щоб поліпшити високі якості автомобілів Mercedes-benz і AMG існує повна модернізація від Kleemann, виконана на топових моделях, яке не ставить під загрозу стиль, безпеку або надійність.

## Компанії, що також тюнінгують автомобілі Mercedes-Benz
- Lorinser
- Brabus
- Carlsson
- Renntech